# Casar
Casar is een plaats (town) in de Amerikaanse staat North Carolina, en valt bestuurlijk gezien onder Cleveland County.

## Demografie
Bij de volkstelling in 2000 werd het aantal inwoners vastgesteld op 308.
In 2006 is het aantal inwoners door het United States Census Bureau geschat op 310, een stijging van 2 (0,6%).

## Geografie
Volgens het United States Census Bureau beslaat de plaats een oppervlakte van
4,5 km², geheel bestaande uit land. Casar ligt op ongeveer 350 m boven zeeniveau.

## Plaatsen in de nabije omgeving
De onderstaande figuur toont nabijgelegen plaatsen in een straal van 20 km rond Casar.